# Samuel A. Cartwright
Samuel Adolphus Cartwright (3. listopadu 1793 Fairfax County, Virginie – 2. května 1863 Jackson, Mississippi) byl americký lékař a spisovatel. Před americkou občanskou válkou působil jako lékař v Mississippi a Louisianě. Během války se přidal na stranu Konfederovaných států amerických a byla mu přidělena zodpovědnost za zlepšení hygienických podmínek v táborech Vicksburg a Port Hudson. Byl vyznamenán za výzkum žluté zimnice a asijské cholery. V předválečné době byl Cartwright považovaný za odborníka na černošské nemoci, ale v tomto ohledu byl zdiskreditován.

## Životopis
Cartwright se narodil ve Fairfax County ve Virginii manželům Cartwrightovým. Před rokem 1812 začal odbornou lékařskou přípravu u Dr. Johna Brewera. Poté pokračoval u Dr. Benjamina Rushe ve Filadelfii. Též navštěvoval lékařskou fakultu Pensylvánské univerzity. Jeden čas sloužil jako vojenský lékař pod generálem Adrewem Jacksonem. Lékařskou praxi vykonával postupně v Huntsville, Natchez a nakonec od roku 1858 v New Orleans.
V roce 1825 si vzal za manželku Mary Wrenovou a měli spolu minimálně jedno dítě. Zemřel v Jacksonu roku 1863, dva měsíce před kapitulací Vicksburgu.

## Otrokářství
Ačkoliv studoval pod abolicionistou Rushem ve Filadelfii, podporoval Cartwright svými myšlenkami a tvorbou ty Jižany, kteří obhajovali otrokářství. Dnes je nejvíce známý pro svůj popis duševního a tělesného stavu, který nazval drapetomanií, a který měl způsobovat prchání černých otroků ze zajetí. Podle Cartwrighta byla drapetomanie druhem šílenství.
Cartwright též popsal další nemoc Dysaethesia aethiopica, která měla ovlivňovat „jak duši, tak tělo“. Tato nemoc měla být příčinou nízké pracovní morálky otroků.

## Samuel Cartwight v kultuře
Na Cartwrighta bylo odkazováno ve filmu C.S.A.: The Confederate States of America z roku 2004. V tomto filmu Konfederace vyhraje občanskou válku a Cartwrightovo dílo se stane základem pro fiktivní Cartwrightův institut pro nemoci ze svobody (anglicky Cartwright Institute for Freedom Illnesses), fakultu, která vyučuje jeho teorie o drapetomanii a dalších „zvláštnostech negroidní rasy”.
Cartwright byl spolu s dalšími osobami ze své doby zobrazen v exploitačním mondo filmu Goodbye Uncle Tom z roku 1971.